# Forever (série télévisée, 2018)
Pour les articles homonymes, voir Forever.
Forever est une série télévisée américaine en huit épisodes d'environ 30 minutes créée par Alan Yang et Matt Hubbard (en), mise en ligne le 14 septembre 2018 sur Amazon Video, incluant les pays francophones.

## Synopsis
June et Oscar vivent une vie de couple marié confortable bien que prévisible. Cependant, un évènement soudain va les mettre dans une situation complètement inattendue, ce qui va les pousser à remettre en cause leur vision de l'amour et du mariage.

## Distribution

### Principaux
- Maya Rudolph (VF : Barbara Delsol) : June
- Fred Armisen (VF : Sylvain Agaësse) : Oscar

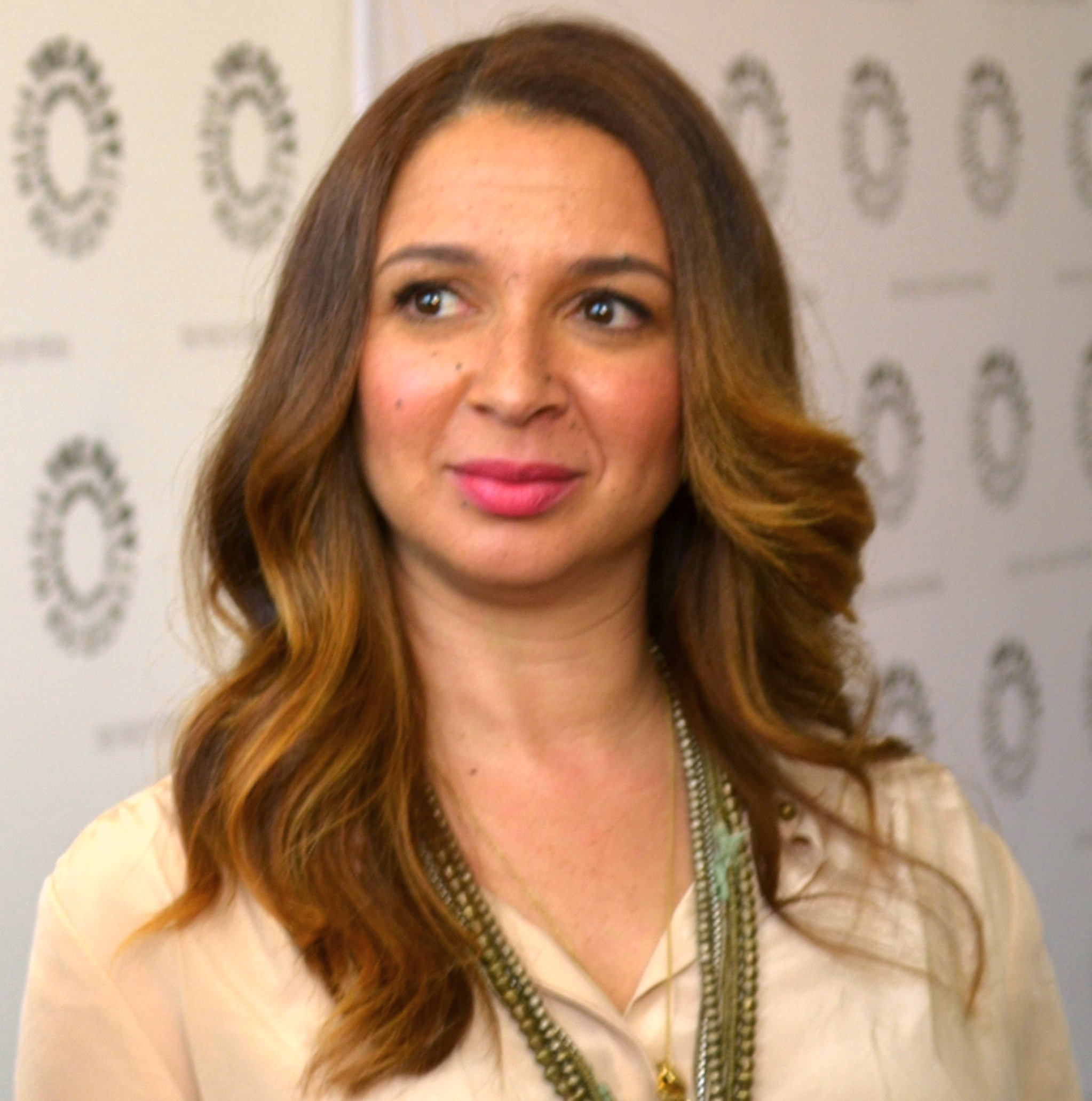
Maya Rudolph interprète June.
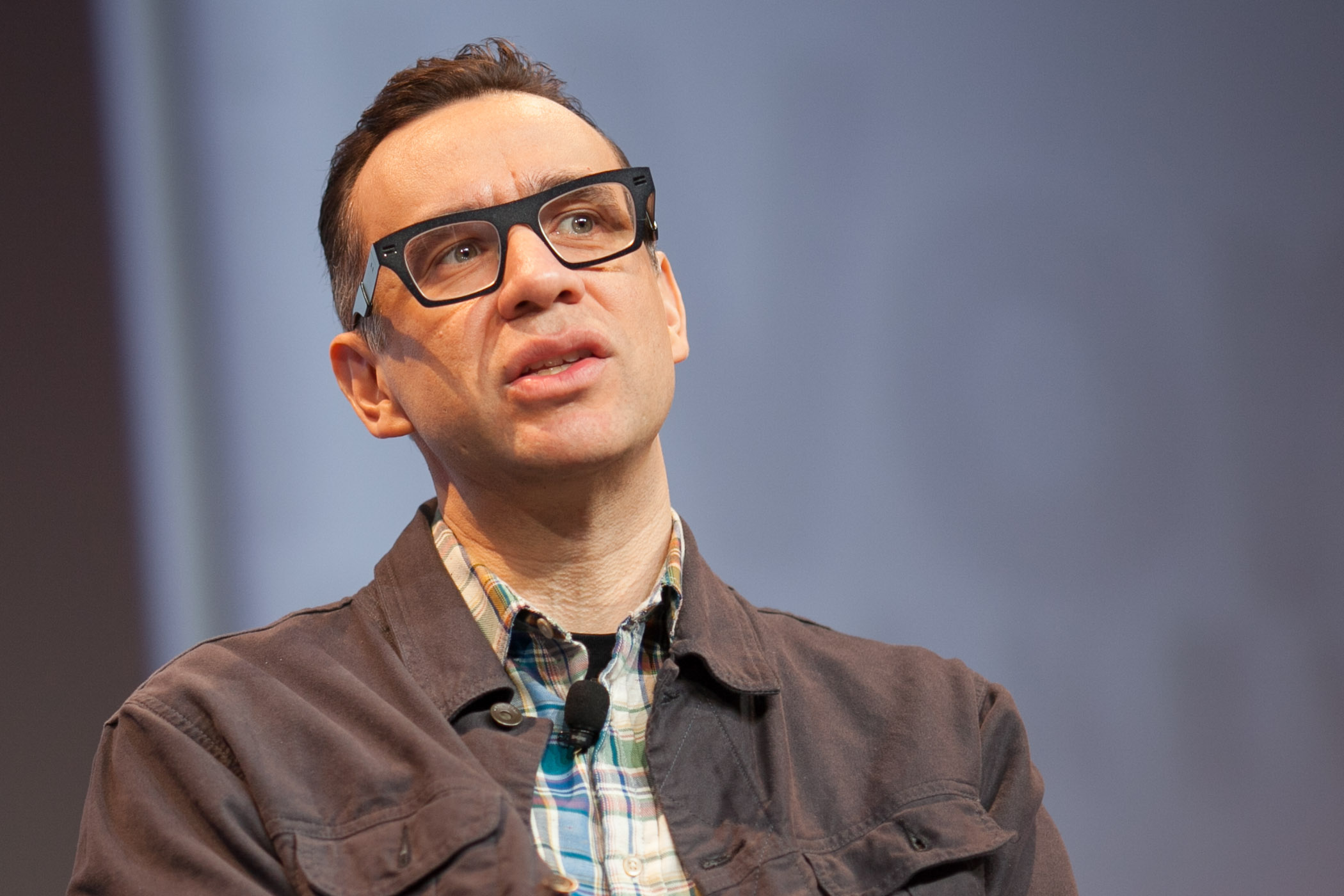
Fred Armisen interprète Oscar.

### Récurrents
- Catherine Keener (VF : Déborah Perret) : Kase
- Noah Robbins (VF : Maxime Baudouin) : Mark Erickson
- Kym Whitley (en) (VF : Annie Milon) : Sharon
- Sharon Omi (VF : Maïa Michaud) : Mme Nakajima
- Charles Emmett (en) : Jim
- Cooper Friedman : Josiah
- Peter Weller (VF : Hervé Jolly) : le voyageur
- Julia Ormond (VF : Véronique Alycia) : Marisol
- Obba Babatundé (VF : Bernard Alane) : Gregory

### Invités
- Amir M. Korangy : Dr. Mohammed
- Patricia Belcher (VF : Cathy Cerdà) : Ellen
- Rheagan Wallace : Isabella
- Elizabeth Ho : Melanie Park
- Nancy Lenehan (VF : Dominique Lelong) : Heather Jacoby
- Hong Chau (VF : Jade Phan-Gia) : Sarah
- Jason Mitchell (VF : Mohad Sanou) : Andre
  - Jesse D. Goins (VF : Jean-Paul Pitolin) : Andre à 60 ans

 Source et légende : version française (VF) sur RS Doublage

## Production
Le 27 juillet 2019, Amazon annule la série.

## Épisodes
1. Ensemble pour toujours (Together Forever)
2. June
3. Le Chalet sur le lac (The Lake House)
4. Kase
5. Un autre endroit (Another Place)
6. André et Sarah (Andre and Sarah)
7. Oceanside
8. Au revoir pour toujours (Goodbye Forever)

## Réception critique
| Saison | Saison | Critique           | Critique              |
| Saison | Saison | Rotten Tomatoes    | Metacritic            |
| ------ | ------ | ------------------ | --------------------- |
|        | 1      | 95% (37 critiques) | 77/100 (20 critiques) |